# 北美苋
北美苋（学名：Amaranthus blitoides）为苋科苋属的植物。分布在北美以及中国大陆的辽宁等地，生长于海拔400米的地区，见于田野或路旁杂草地上，目前已由人工引种栽培。